# Whiting (Iowa)
Whiting – miasto w Stanach Zjednoczonych, w stanie Iowa, w hrabstwie Monona. Zgodnie ze spisem statystycznym z 2000 roku, miasto liczyło 707 mieszkańców.